# Верещагина, Елена Валерьевна
Елена Валерьевна Верещагина (род. 1988) — российская биатлонистка, призёр чемпионата России. Мастер спорта России.

## Биография
Представляла Красноярский край и «Академию биатлона».
На юниорском уровне неоднократно становилась призёром национальных соревнований, в том числе бронзовый призёр первенства России 2009 года в командной гонке, бронзовый призёр Всероссийской зимней Универсиады 2010 года в спринте.
На взрослом уровне — серебряный призёр чемпионата России 2010 года в гонке патрулей в составе сборной Сибирского федерального округа.
Двукратная победительница соревнований на приз «Академии биатлона» по летнему биатлону (2010).